# دارا-اویا
دارا-اویا (به لاتین: Dara-oya) یک منطقهٔ مسکونی در سری‌لانکا است که در استان مرکزی (سری‌لانکا) واقع شده‌است.